# 해주 왕씨
해주 왕씨(海州王氏)는 황해남도 해주시를 본관으로 하는 한국의 성씨이다.

## 역사
시조는 고려의 왕유(王儒)라는 관료로 그는 태조 왕건으로부터 왕씨 성을 하사받고, 대상(大相)을 지냈으며 장순공(章順公)에 봉해졌다.

## 고려왕실과의 인척 괸계
- 태조비 예화부인

## 조선왕실과의 인척 괸계
- 진안대군(태조의 장남)측실 해주 왕씨